# Nagyesztergár

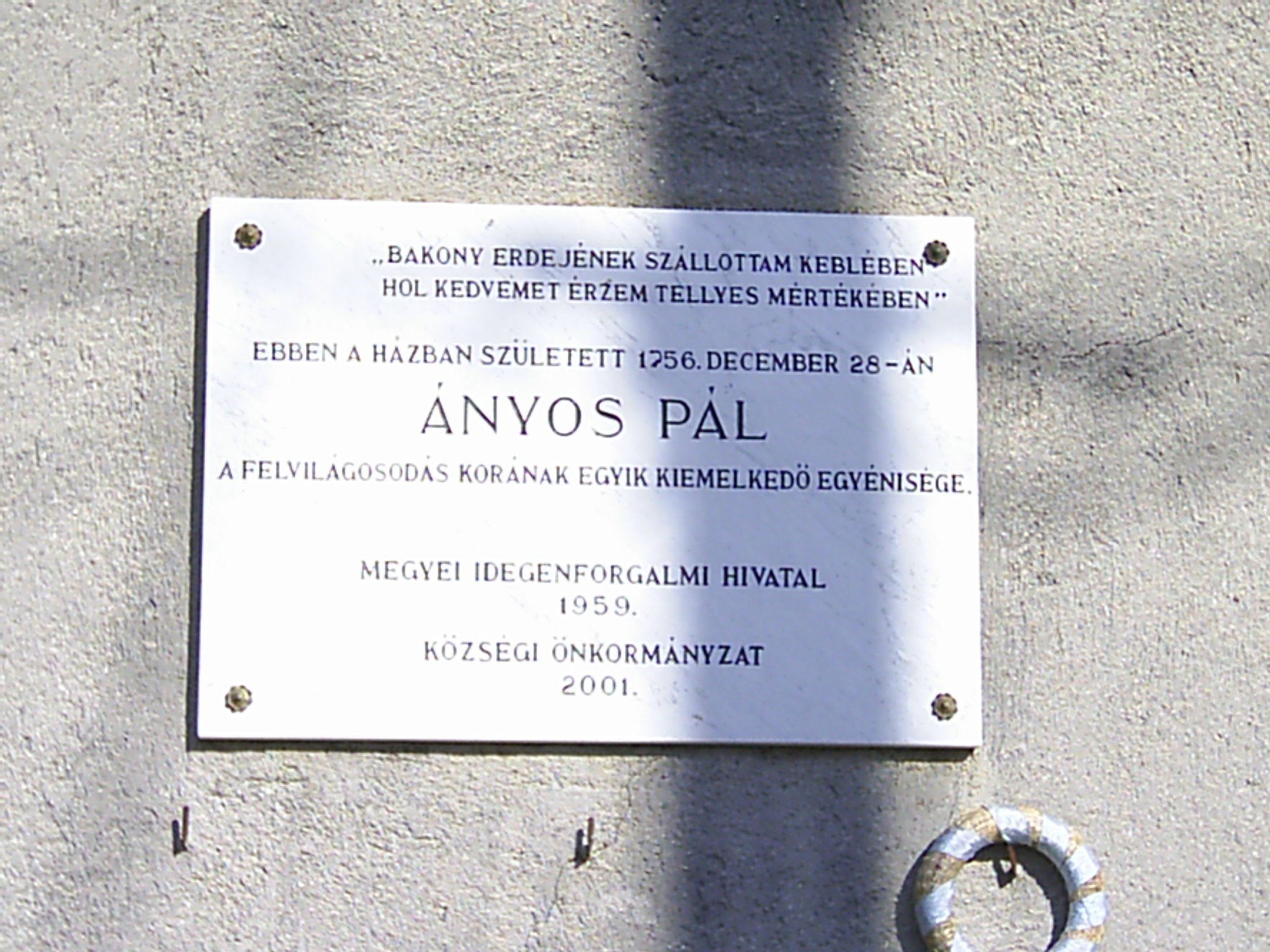
Ányos ház emléktáblája

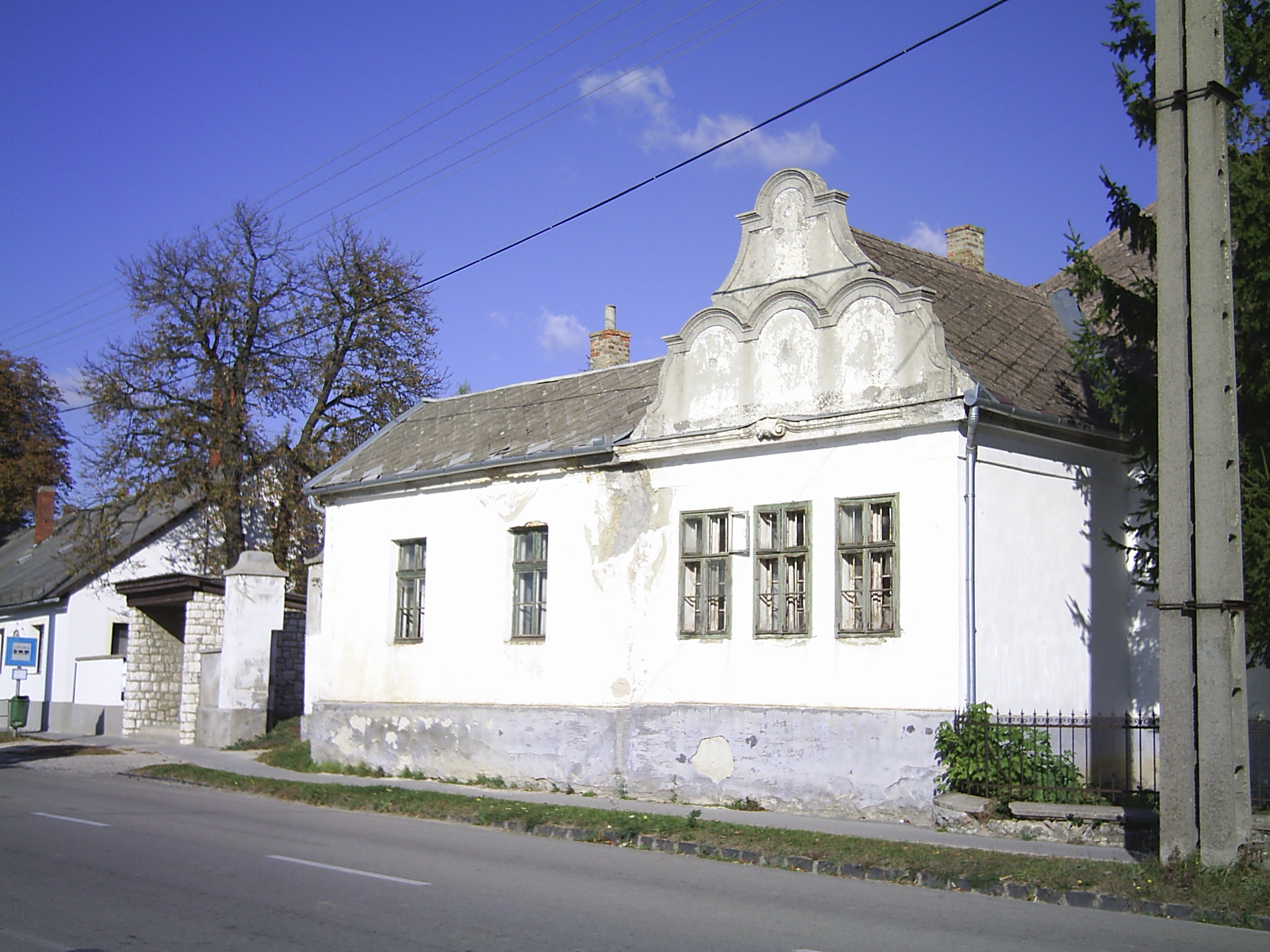
Purgly-kastély

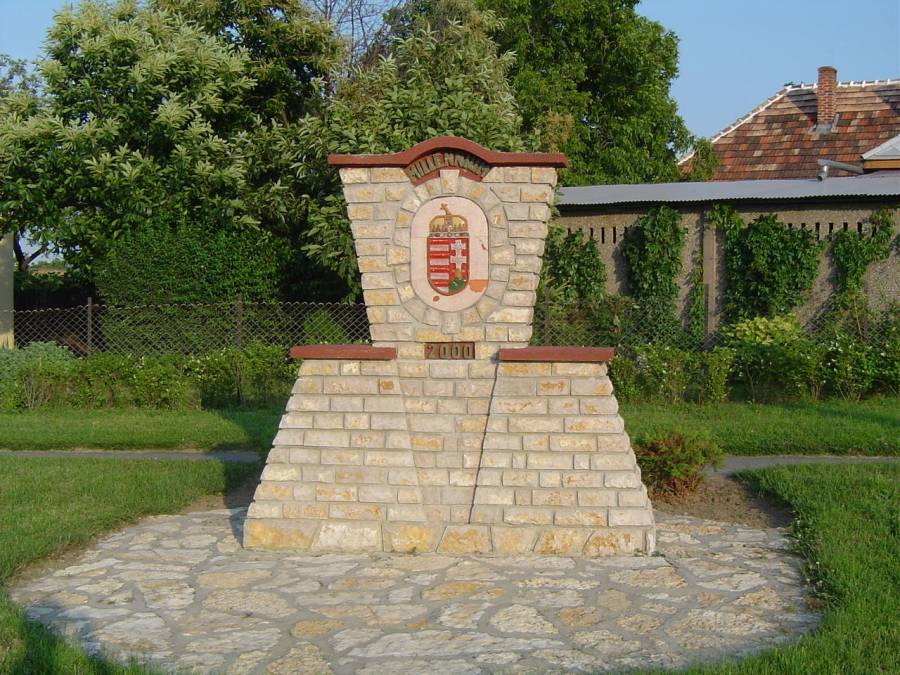
Millenniumi emlékmű

Nagyesztergár (németül: Großestergei) község Veszprém vármegyében, a Zirci járásban.

## Fekvése
Nagyesztergár a Bakonyban, Veszprém vármegyében, Zirctől 3 kilométer távolságban fekszik. Hangulatos, nyugodt falusias légkörű település, igazi kikapcsolódást biztosít az idelátogatóknak.
Főutcája a Zircet Mórral összekötő 8216-os út, amely itt nagyrészt a Radnóti Miklós út, a község keleti részében a Kölcsey Ferenc út nevet viseli. Külterületeit északon átszeli a Veszprém-Győr közti 82-es főút is.

## Nevének eredete
Az Esztergár név feltételezések szerint a faragó, esztergályos jelentésű szláv strugar szóból származik, ami a magyar nyelvben nyerte el mai alakját.

## Története
A település nevének első ismert említése 1270-ből származik, akkor Wzturgar formában jegyezték fel a nevét.
A török hódoltság ideje után a község első ismert nevű telepese Miller Mátyás volt, aki 1748-ban, Szent Iván hava (június) táján érkezett meg Esztergárra. 1748 és 1751 között további bevándorlók érkeztek, akikkel Ányos Ferenc földbirtokos 1751. január 1-jén kötötte meg azt a „contractust” (szerződést), amely a birtok úrbéri viszonyait szabályozta. A korai telepesek főként fakitermeléssel, faszénégetéssel és juhtartással foglalkoztak.
Sajnos arról, hogy Ányos Ferenc milyen módon, és honnan hozatott telepeseket, nem maradt fenn irat. Annyi ismert, hogy Esztergár – akárcsak a többi környező bakonyi falu is – Dél-Németországból települt be. A lakosok a dunai bajor nyelvjárásra épülő, archaikus vonásokat őrző keverék nyelvjárást beszélnek, amely már az új hazában alakult ki.
Később a település Nagyesztergárra és Kisesztergárra tagozódott, utóbbi ma a Kardosrét nevet viseli.
Az itteni lelkészséget 1770. július 15-től Hoffer Ferdinánd Minerita atya kezdi meg Ányos Ferenc házában, ahol a család Nepomuki Szent János tiszteletére kápolnát rendezett be; a lelkészségnek már az első évtől kezdve saját anyakönyvi nyilvántartása lett, Kardosréttel együtt. A község mai temploma 1796-ban épült.
A második világháborút követő kitelepítések után Csehszlovákiából felvidéki magyar családok kerültek ide.
A település 1973. április 1-én lett Zirc társközsége, és 1993 januárja óta önálló ismét. Lókút és Olaszfalu községekkel közös körjegyzőséget képez.

## Közélete

### Polgármesterei
- 1993–1994:
- 1994–1998: Csaba Mihály (független)[4]
- 1998–2002: Csaba Mihály (független)[5]
- 2002–2006: Csaba Mihály (független)[6]
- 2006–2009: Csaba Ferenc (független)[7]
- 2009–2010: Szelthofferné Németh Ilona (független)[8]
- 2010–2011: Szelthofferné Németh Ilona (független)[9]
- 2011–2014: Szelthofferné Németh Ilona (független)[10]
- 2014–2019: Szelthofferné Németh Ilona (független)[11]
- 2019–2024: Szirbek Tiborné (független)[12]
- 2024– : Szirbek Tiborné (független)[1]

A településen 2009. október 25-én időközi polgármester-választást tartottak, az előző polgármester lemondása miatt.
Bő két évvel később, 2011. november 27-én újra időközi polgármester-választást (és képviselő-testületi választást) kellett tartani Nagyesztergáron, ezúttal az előző képviselő-testület önfeloszlatása okán. A választáson a hivatalban lévő faluvezető is elindult, és megerősítette pozícióját.

## Népesség
A település népességének változása:
| Lakosok száma | 1196 | 1178 | 1156 | 1079 | 1081 | 1088 | 1105 |
|               | 2013 | 2014 | 2015 | 2021 | 2022 | 2023 | 2024 |

A 2011-es népszámlálás során a lakosok 82,1%-a magyarnak, 13,5% németnek mondta magát (17,7% nem nyilatkozott; a kettős identitások miatt a végösszeg nagyobb lehet 100%-nál). A vallási megoszlás a következő volt: római katolikus 71,9%, református 2,2%, evangélikus 0,3%, felekezeten kívüli 3,4% (22% nem nyilatkozott).
2022-ben a lakosság 92,5%-a vallotta magát magyarnak, 5,5% németnek, 0,4% szlováknak, 0,1-0,1% horvátnak, bolgárnak és cigánynak, 1,1% egyéb, nem hazai nemzetiségűnek (7,3% nem nyilatkozott; a kettős identitások miatt a végösszeg nagyobb lehet 100%-nál). Vallásuk szerint 52,5% volt római katolikus, 3,8% református, 0,3% evangélikus, 0,3% görög katolikus, 0,5% egyéb keresztény, 0,6% egyéb katolikus, 5% felekezeten kívüli (37,1% nem válaszolt).

## Nevezetességei
- Római katolikus templom, amely az 1796-1798 között, Fellner Jakab tervei alapján épült, barokk stílusban. Belső tere egyhajós, félköríves szentéllyel, ahol megtalálható a XVIII. századból származó oltár szép Madonna-képe. Falán emléktáblát helyeztek el a két világháborúban elhunyt áldozatok emlékére és a településről kitelepítettek tiszteletére, továbbá 1996. augusztus 18. óta – akkor ünnepelték a templom fennállásának 200 éves évfordulóját –, ugyanott látható a Rokonai Simon atya tiszteletére készített emléktábla is.
- Millenniumi emlékmű
- Ányos Pál (1756-1784) szülőháza

A Hosszúháznak hívott egykori kúria 1770-ben épült barokk stílusban. Falán fehér márványból készült emléktábla látható, felirata:
"Bakony erdejének szállottam keblében
Hol kedvemet érzem tellyes mértékben."
Ebben a házban született 1756. december 28-án
ÁNYOS PÁL
költő, a felvilágosodás korának egyik kiemelkedő egyénisége.
- Purgly-kastély, helytörténeti múzeum: a település múltját, szokásait, tárgyi emlékeit mutatja be.

## Testvérvárosai
Bad-Kreuznach, Németország (2001)
2001-ben aláírták a partnerkapcsolati szerződést a Bad-Kreuznach-i Partnerkapcsolatok Szövetségével /Rajna-vidék/ Fürfeldben, mely 1000 km távolságban található Nagyesztergártól.
Majd 2002-ben Nagyesztergáron megerősítették a partnerkapcsolati szerződésüket.

## Külső hivatkozások
- Nagyesztergár az Irány Magyarország! honlapján
- Nagyesztergár az utazom.com honlapján
- Zirci kistérség honlapja Archiválva 2021. május 8-i dátummal a Wayback Machine-ben
- Nagyesztergár honlapja Endresz György munkája
- Nagyesztergári Német Kisebbség honlapja
- Nagyesztergár a Minden'tudón
- Nagyesztergár honlapja